# Homestuck
Homestuck er en amerikansk, engelsksproget webcomic om fire teenagere, der er venner, og som -uden at vide det- forårsager jordens undergang (med tilbagevirkende kraft) ved at installere en tidlig test-udgave af et nyt computerspil kaldet SBURB. Ved at starte spillet bliver de selv, samt deres huse og dem de anser for deres forældre/værger transporteret til en dertil indrettet dimension (an "Incipisphere"). De opdager, at en bestemt gruppe af 12 internettrolde, der har generet dem over nettet årene igennem, i virkeligheden er rumvæsner fra et andet univers. Troldene og ungerne bliver nødt til at samarbejde med hinanden for at skabe en ny verden, samt at bekæmpe de store farer, der truer selve verdensaltet.
Historien bliver fortalt ved både statiske og animerede billeder med ofte lange undertekster, samt små spil. Meget af dialogen foregår via internet-chat, hvor hver karakter har deres eget brugernavn og tekstfarve. Troldene har oven i købet hver deres egen unikke skrivestil ("quirks"), som de kan genkendes på, ved at variere brugen af store/små bogstaver, tal i stedet for visse bogstaver og andre skrivevaner.
Der væves et indviklet væv af mange forskellige lag og historielinjer ind i hinanden, med mange påfaldende paralleller. Historien gøres endnu mere indviklet af, at der er mulighed for bl.a. tidsrejser, forskellige tidslinjer, der forløber uafhængige af hinanden, selvopfyldende profetier og genstande med cirkulær historie, dvs. uden noget egentligt skabelsestidspunkt. Troldene eksisterer i første omgang i en anden tidslinje og har adgang til de oprindelige hovedpersoners tidslinje i dens helhed, hvoraf de kan vælge vilkårligt, hvilke tidspunkter, de kontakter menneskene (og hinanden) over internet-chat på. Dette sker ofte ikke kronologisk, hvilket så skaber en komisk forvirring over fx udvekslinger som den ene ikke husker, fordi det for den person endnu ikke er sket.
 Der er for få eller ingen kildehenvisninger i denne artikel, hvilket er et problem. Du kan hjælpe ved at angive troværdige kilder til de påstande, som fremføres i artiklen.